# Convento de Santa Isabel (Valladolid)
El convento de de Santa Isabel es un templo católico ubicado en el centro de Valladolid. El convento ha sido restaurado, acabándose la renovación integral de la iglesia en abril de 2006. Se han adaptado algunos espacios para albergar el Museo de Santa Isabel, disfrutando del ambiente de la clausura franciscana y contemplando en sus dependencias de piezas de notable valor artístico.

## Historia
Los comienzos se remontan a 1472, cuando se funda un beatario para religiosas franciscanas. El Papa Inocencio VIII concedió en 1484 autorización para que las religiosas pudieran constituirse en comunidad conventual. En 1506 construía la iglesia el arquitecto palentino Bartolomé de Solórzano. En 1507 fue bendecida la iglesia aunque las obras finalizaron en 1513. 

## Estilo

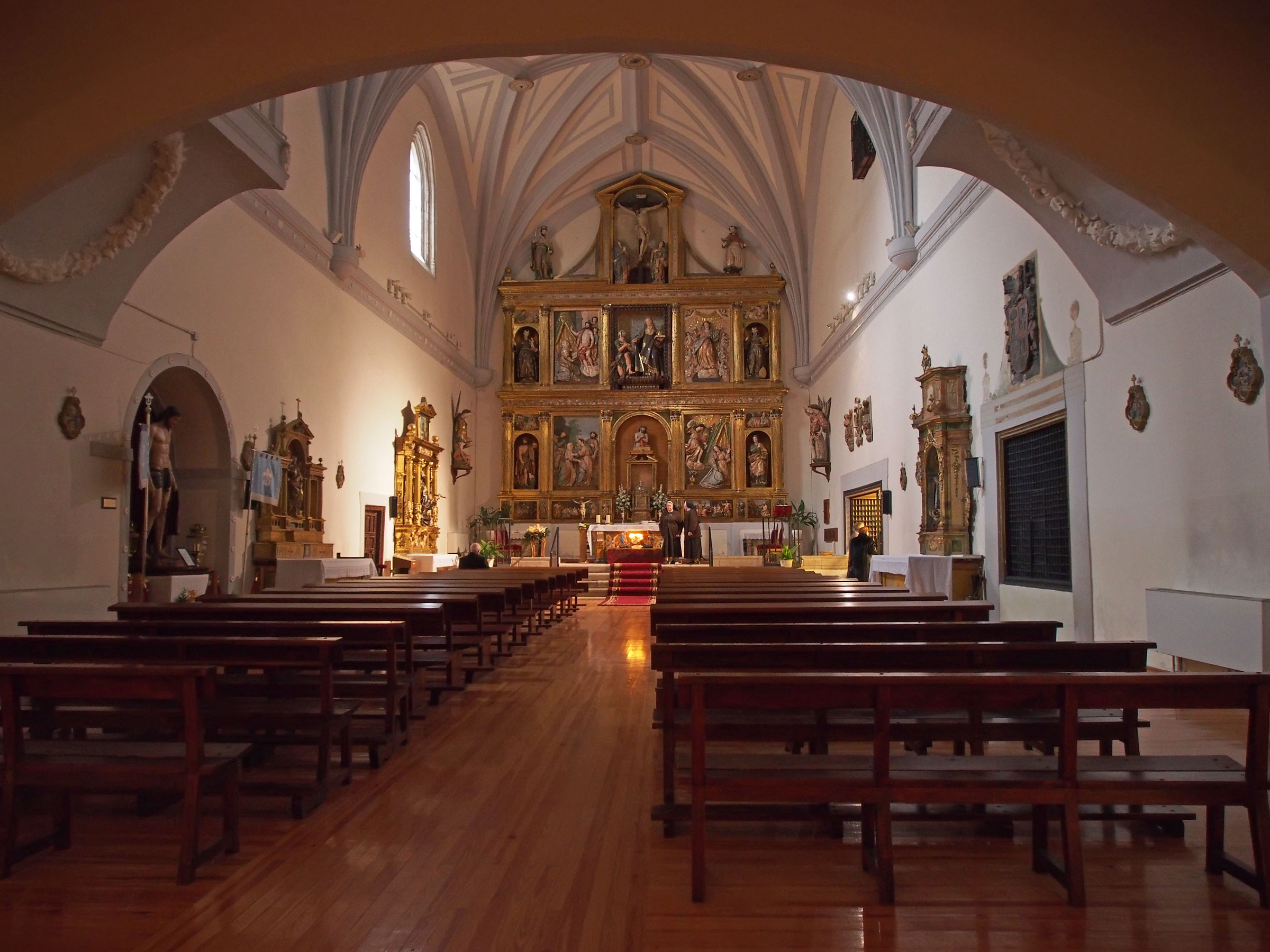
Interior de la Iglesia.

De una sola nave, se cubre con crucería gótica de terceletes. Pero el entablamento se perfila ya con formas renacientes. Tiene coro alto y bajo; éste, junto al presbiterio. Pero más relevante es el alto. La iglesia obedece a la tipología monasterial.
El testero de la capilla mayor se cubre con un retablo de escultura. La arquitectura es obra de Francisco Velázquez, responde a una disposición clasicista, inspirada en el retablo mayor de la Colegiata de Villagarcía de Campos, que a su vez copia el de El Escorial. Esta obra se contrata en 1613. De las estatuas y relieves se encargó Juan Imberto. Pero hubo una mudanza. En 1621 Gregorio Fernández contrató el relieve que muestra a Santa Isabel, reina de Hungría, ofreciendo limosna a un pobre.
En el lado del evangelio se halla un retablo dedicado a San Francisco, realizado en la década 1570, por el escultor francés, afincado en Valladolid, Juan de Juni.
La visita a la clausura lleva directamente al claustro, que se hizo el mismo tiempo que la iglesia y, sin duda, por el mismo Solórzano. Tiene planta rectangular y ocupa dos pisos organizados con columnas toscanas.
Acoge la sede de dos cofradías vallisoletanas: la Hermandad Penitencial de Nuestro Padre Jesús atado a la Columna y la Hermandad del Santo Cristo de los Artilleros.

## Restos
En la iglesia se encuentra enterrado el conquistador Álvar Núñez Cabeza de Vaca.